# Rob Holding
Robert Samuel Holding (Stalybridge, Inglaterra, 20 de septiembre de 1995) es un futbolista británico que juega como defensa en el Colorado Rapids de la Major League Soccer.

## Trayectoria

### Bolton Wanderers
Empezó su carrera con el Bolton Wanderers a la edad de siete años, progresando a través de las inferiores se fue a préstamo en marzo de 2015 al Bury Football Club de la Football League Two. Holding hizo su debut profesional el 3 de abril de 2015 en la victoria por 2-0 contra Cambridge United. Debutó con el Bolton el 11 de agosto de 2015 en la League Cup en la derrota 1-0 contra el Burton Albion. Anotó su primer gol para el club el 23 de enero de 2016 en el partido en casa contra el Milton Keynes Dons.
El 29 de abril de 2016, ganó el premio Jugador del año del Bolton Wanderers en la temporada 2015-16. El Bolton acabó último en la tabla general y regresado al tercer escalón del fútbol inglés, por primera vez en 13 años. En el verano, el club recibe un gran número de ofertas por el jugador de clubes de la Premier League, incluyendo una de 2 millones de £ desde el Arsenal.

### Arsenal
El 22 de julio de 2016 se anunció que Holding fichó por el Arsenal de la Premier League por una cantidad aproximada de 2 000 000 £. Debido a las lesiones de los defensas centrales del club Peter Mertesacker y Gabriel Paulista, debutó con los gunners el 14 de agosto de 2016 en la Premier League, en la derrota de local por 4-3 contra el Liverpool. Jugó los 90 minutos de la final de la FA Cup 2016-17 frente al Chelsea el 27 de mayo, donde el Arsenal ganó por 2-1 en el Estadio de Wembley.
Renovó contrato con el club el 1 de mayo de 2018. Se marchó en septiembre de 2023 después de siete años, en los que ganó en dos ocasiones la FA Cup, y 162 partidos para jugar en el Crystal Palace F. C. Allí estuvo una temporada y media y en febrero de 2025 fue cedido al Sheffield United F. C. El siguiente mes de julio quedó libre al rescindir su contrato.
El 3 de agosto de 2025 se anunció su llegada a la Major League Soccer después de firmar con el Colorado Rapids hasta 2026.

## Selección nacional
Fue parte de la selección sub-21 de Inglaterra que ganó el Torneo Esperanzas de Toulon de 2017.

## Estadísticas

### Clubes
Actualizado al último partido disputado el 8 de mayo de 2025.
| Club | Div.          | Temporada     | Liga  | Liga  | Copas nacionales(1) | Copas nacionales(1) | Torneos internacionales(2) | Torneos internacionales(2) | Total | Total |
| Club | Div.          | Temporada     | Part. | Goles | Part.               | Goles               | Part.                      | Goles                      | Part. | Goles |
| --- | ------------- | ------------- | ----- | ----- | ------------------- | ------------------- | -------------------------- | -------------------------- | ----- | ----- |
| Bolton Wanderers F. C. Inglaterra | 2.ª           | 2014-15       | 0     | 0     | 0                   | 0                   | ―                          | ―                          | 0     | 0     |
| Bury F. C. Inglaterra | 3.ª           | 2014-15       | 1     | 0     | ―                   | ―                   | ―                          | ―                          | 1     | 0     |
| Bury F. C. Inglaterra | Total club    | Total club    | 1     | 0     | ―                   | ―                   | ―                          | ―                          | 1     | 0     |
| Bolton Wanderers F. C. Inglaterra | 2.ª           | 2015-16       | 26    | 1     | 4                   | 0                   | ―                          | ―                          | 30    | 1     |
| Bolton Wanderers F. C. Inglaterra | Total club    | Total club    | 26    | 1     | 4                   | 0                   | ―                          | ―                          | 30    | 1     |
| Arsenal F. C. Inglaterra | 1.ª           | 2016-17       | 9     | 0     | 8                   | 0                   | 1                          | 0                          | 18    | 0     |
| Arsenal F. C. Inglaterra | 1.ª           | 2017-18       | 12    | 0     | 6                   | 0                   | 8                          | 1                          | 26    | 1     |
| Arsenal F. C. Inglaterra | 1.ª           | 2018-19       | 10    | 0     | 1                   | 0                   | 5                          | 0                          | 16    | 0     |
| Arsenal F. C. Inglaterra | 1.ª           | 2019-20       | 8     | 0     | 7                   | 1                   | 3                          | 0                          | 18    | 1     |
| Arsenal F. C. Inglaterra | 1.ª           | 2020-21       | 30    | 0     | 4                   | 0                   | 5                          | 0                          | 39    | 0     |
| Arsenal F. C. Inglaterra | 1.ª           | 2021-22       | 15    | 1     | 6                   | 0                   | ―                          | ―                          | 21    | 1     |
| Arsenal F. C. Inglaterra | 1.ª           | 2022-23       | 14    | 1     | 3                   | 0                   | 7                          | 1                          | 24    | 2     |
| Arsenal F. C. Inglaterra | 1.ª           | 2023-24       | 0     | 0     | 0                   | 0                   | ―                          | ―                          | 0     | 0     |
| Arsenal F. C. Inglaterra | Total club    | Total club    | 98    | 2     | 35                  | 1                   | 29                         | 2                          | 162   | 5     |
| Crystal Palace F. C. Inglaterra | 1.ª           | 2023-24       | 0     | 0     | 1                   | 0                   | ―                          | ―                          | 1     | 0     |
| Crystal Palace F. C. Inglaterra | 1.ª           | 2024-25       | 0     | 0     | 0                   | 0                   | ―                          | ―                          | 0     | 0     |
| Crystal Palace F. C. Inglaterra | Total club    | Total club    | 0     | 0     | 1                   | 0                   | ―                          | ―                          | 1     | 0     |
| Sheffield United F. C. Inglaterra | 2.ª           | 2024-25       | 11    | 0     | ―                   | ―                   | ―                          | ―                          | 11    | 0     |
| Sheffield United F. C. Inglaterra | Total club    | Total club    | 11    | 0     | ―                   | ―                   | ―                          | ―                          | 11    | 0     |
| Colorado Rapids Estados Unidos | 1.ª           | 2025          | 0     | 0     | ―                   | ―                   | 0                          | 0                          | 0     | 0     |
| Colorado Rapids Estados Unidos | Total club    | Total club    | 0     | 0     | ―                   | ―                   | 0                          | 0                          | 0     | 0     |
| Total carrera | Total carrera | Total carrera | 136   | 3     | 40                  | 1                   | 29                         | 2                          | 205   | 6     |
| (1) Incluye Copa de la Liga de Inglaterra, FA Cup y Community Shield. (2) Incluye Liga de Campeones de la UEFA y Liga Europa de la UEFA. |               |               |       |       |                     |                     |                            |                            |       |       |

### Selección nacional
| Sub-21 Inglaterra | 2016-17       | 5 | 0 |  |  |  |  |  |  |  |  |  |  |  |
| Sub-21 Inglaterra | Total         | 5 | 0 |  |  |  |  |  |  |  |  |  |  |  |
| Total carrera     | Total carrera | 5 | 1 |  |  |  |  |  |  |  |  |  |  |  |
|                   |               |   |   |  |  |  |  |  |  |  |  |  |  |  |

## Palmarés

### Campeonatos nacionales
| Título           | Club          | País       | Año  |
| ---------------- | ------------- | ---------- | ---- |
| FA Cup           | Arsenal F. C. | Inglaterra | 2017 |
| Community Shield | Arsenal F. C. | Inglaterra | 2017 |
| FA Cup           | Arsenal F. C. | Inglaterra | 2020 |
| Community Shield | Arsenal F. C. | Inglaterra | 2020 |
| Community Shield | Arsenal F. C. | Inglaterra | 2023 |